# Merosargus staminea
Merosargus staminea är en tvåvingeart som först beskrevs av Fabricius 1805.  Merosargus staminea ingår i släktet Merosargus och familjen vapenflugor. Inga underarter finns listade i Catalogue of Life.